# Cauchois-Lemaire

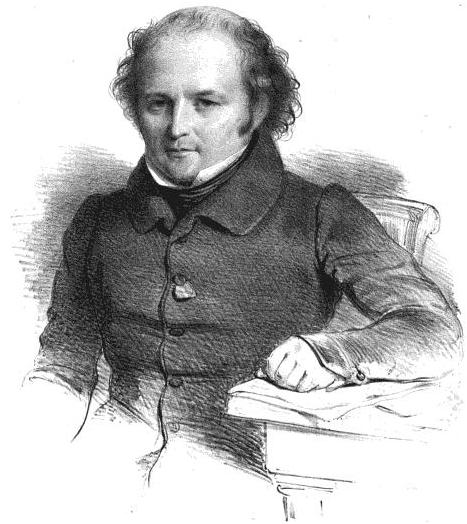
Cauchois-Lemaire.

Louis François Auguste Cauchois-Lemaire (Parijs, 28 augustus 1789 – aldaar, 9 augustus 1861) was een Franse journalist en historicus.

## Levensloop
Cauchois-Lemaire was mede redacteur van het blad Nain jaune (een kritisch blad) dat spoedig verboden werd. Daarop verliet hij Frankrijk en ging naar Brussel. Daar gaf hij het blad uit Nain jaune réfugié dat hij spoedig omdoopte naar Le vrai libéral. Ook dit blad probeerde de Franse regering te verbieden. En het is ze uiteindelijk gelukt om de Nederlandse regering tot verwijdering van Cauchois-Lemaire uit Brussel te bewegen. Nu ging hij naar 's Gravenhage en schreef Appel a lópinion publique et aux Etats-Généraux en faveur de proserits français een klacht over de schennis van de mensenrechten. Dit leidde tot woordenwisselingen in de Kamer maar niet tot enig resultaat. Daarna keerde hij terug naar Paris en schreef er zijn Lettre au deu dÓrléans sur la crise actuelle. Dit leverde hem een gevangenisstraf op van 15 maanden en een fikse boete. Na de revolutie bleef hij ondanks aanbiedingen als dagbladschrijver werkzaam. En in 1838 aanvaardde hij een ondergeschikte betrekking bij het archief en wijdde hij zich aan historische studies. Een daarvan was Histoire de la révolution de Juillet in 1841.